# 유무인 복합전투체계

MUM-T 유무인 복합전투체계

유•무인 복합전투체계(Manned-Unmanned Teaming, MUM-T)는 헬기 조종사가 임무 수행 중 위험 지역 정찰을 위해 다수의 무인기를 호출하고 조종사가 헬기와 함께 무인기를 동시에 조종, 통제하여 입수한 정보를 지상 부대와 공유하는 체계이다. 이를 통해 우리 군 병력의 안전은 물론 작전 수행 성공률도 높일 수 있는 시스템이다.

## 발전 과정
| 2000 초반~2000 중반 | MUM-T 개념 등장 / 정보 수집 및 감시 임무      |
| 2000 중반~2010 초반 | 무인기 발전 / 유•무인 통합력 강화             |
| 2010 중반~현재      | 무인기 자율성 증가 / 임무 수행력 증가         |
| 현재~               | 임무 다양화(공격, 대공 임무, 전자전, 통신 등) |

### 1.초기 단계 (2000년대 초반)
무인 항공기의 등장과 함께 유무인 복합전투체계의 개념이 처음 제시되었다. 무인 항공기는 주로 정보 수집 및 감시 임무에 사용되었으며, 초기에는 유인 항공기와의 통합이 상대적으로 제한되어 있었다.

### 2.통합 및 협력 증진 (2000년대 중반 - 2010년대 초반)
이 시기에는 무인 항공기의 기술 발전과 함께 유인 항공기와의 통합이 증가했다. 무인 항공기가 더 많은 임무를 담당하고, 유인 항공기는 여전히 조종사의 통제 하에 있었지만 상호 협력이 강화되었다.

### 3.자동화 및 인공지능 (2010년대 중반 - 현재)
최근 몇 년 동안은 인공지능과 자동화 기술의 발전으로 무인 항공기의 자율성이 증가하고 있었다. 이로써 유•무인 복합전투체계는 더 복잡한 임무를 수행하고, 실시간으로 상황을 판단하여 의사결정을 내릴 수 있게 되었다.

### 4.다양한 임무 수행 (현재)
현재 유•무인 복합전투체계는 정찰 및 정보 수집 뿐만 아니라 공격, 대공 임무, 전자전 및 통신 지원 등 다양한 임무를 수행할 수 있는 능력을 갖추게 되었다. 이러한 시스템은 군사적 용도뿐만 아니라 재난 대응, 경비, 허가 없는 지역의 감시 등 다양한 분야에서도 활용될 수 있다.

## 중요성
미 육군은 'MUM-T'와 관련하여 유무인 협동의 개념을 강조하며, 이를 통해 전투력의 상승 요인으로 작용한다고 언급하였습니다. 유무인 복합체계는 기동 무기체계 및 지원체계 전체를 초연결하여 미래의 다양한 위협에 빠르고 치명적으로 대응하는 체계이다.

## 효과
1) 복잡한 전장 환경에서도 전장 상황인식 능력의 향상 및 지휘통제 여건 보장
2) 유무인 체계에서 획득한 정보를 실시간으로 연계하여 전투 효율성 향상
3) 위험지역에서의 전투 시 유무인 체계의 적절한 배치로 전투원의 생존 가능성 향상

## 임무수행개념

### 대공제압
- 대공제압 임무수행시 유인전투기는 적에게 탐지되지 않도록 센서를 수동으로 운용
- 무인기는 유인용으로 적 방공레이더 및 지대공미사일을 유도하고 적의 미사일을 소모

### 저피탐기 침투지원
- 무인기는 저피탐기 침투시 적 센서에 대해 전자기 공격임무를 수행
- 적 센서에 대한 전자기 공격은 적의 저피탐 탐지능력을 저하시켜 저피탐 침투 능력 및 생존성 향상에 기여

### 전투기 소탕
- 유인기와 팀을 구성하여 전투기 소탕 임무를 수행
- 유인기보다 전방에 전개하여 유인기 센서 탐지거리 밖에서 먼저 적기 탐지

### 고위협환경 조기경보
- 방공체계의 밀도가 높은 고위협 환경에 전개하여 위협을 조기에 경보

### 폭격기 호위 및 타격
- 폭격기 침투 및 타격 임무 수행시 무인기가 공대공 위협으로부터 폭격기를 보호하여 생존성을 보장

### 전방/방어 제공 CAP
- 유인기에 무인기가 팀을 구성하여 전방 방어 및 제공/초계(CAP) 임무 수행

## 핵심기술

### HSA-DM(Holistic Situation Awareness - Decision Making)
동시에 여러 상황 인지/처리, 실시간 경로생성, 생존을 위한 자율화 협을 통해 결정능력을 증대

### IME(Integrated Mission Equipment)
FLV에서 요구되는 복잡해지고 빠른 변화에 연동시킬 수 있는 시스템 구조설계

### MSAD/MOSA(Mission System Architecture Decision/Modular Open Systems Architecture)
개방형구조 채택하여 기용성 증대 및 신속하게 운용장비에 적용, 재사용성 및 상호운용성 강화

### SUMIT(Synergistic Unmanned-Manned Intelligent Teaming)
모의환경을 통해 FLV에서 요구되는 시나리오를 신속하게 구현 및 평가

### SAINT(Survivabillity Against Integrated and Networked Threats)
적의 고도화로 네트워크화된 위협을 피하거나 파괴함으로써 생존성을 증대

### MAA(Mission Adaptive Autonomy)
조종사가 임무에 더 집중할 수 있도록 시스템이 장애물을 피해 자동비행

## UAS 상호운용성(STANAG 4586)
북대서양 조약기구(NATO)는 회원국들에게 공통적인 군사 또는 기술적 절차를 제공하기 위해 1998년 UAV 시스템 상호 운용성을 위한 표준인STANAG(Standardization Agreement) 4586을 규정했다. 이 규정은 아키텍쳐, 인터페이스, 통신 프로토콜, 데이터 요소, 그리고 메시지 형식 등을 정의했다. STANAG 4586은 상호운용성 수준(LOI, Levels of Interoperability)을 다섯 가지 레벨로 정리했다.
■ 레벨 1 : UAV 관련 데이터 및 메타데이터의 간접적인 수신/송신
■ 레벨 2 : UAV 관련 데이터 및 메타데이터의 직접적인 수신/송신
■ 수준 3 : 비행체가 아닌 UAV 탑재물의 제어와 모니터링
■ 레벨 4 : 이륙 및 착륙을 제외한 UAV 제어와 모니터링
■ 레벨 5 : 이륙 및 착륙을 포함한 UAV 제어와 모니터링

## MUM-T 현황
유•무인 복합전투체계(MUM-T)는 크게 3가지로 나눌 수 있다. UGV나 무인 장갑차 등을 이용하는 지상 MUM-T, 전투기나 헬기, UAV 등을 사용하는 항공 MUM-T, 무인 잠수합이나 드론 등을 사용하는 해상 MUM-T로 나눌 수 있다.

## = 1. 지상 MUM-T =

### 운용개념 및 특징
효율적인 전투를 위해서 시각을 기반으로 하여 자율적으로 표적을 탐지하고, 사용자가 사전에 지정한 표적을 사용해 식별 시간을 단축하는 자율 원격 교전 시스템(Autonomous Remote Engagement System)을 채택했다. 그러나 미 육군의 목표는 자동으로 지정되지만, 컴퓨터가 아닌 병사들이 방아쇠를 당길 시점을 결정할 것이라고 밝혔다. 그리고 다음과 같은 3가지 효과를 가져올 수 있다고 하였다.
1) 다양한 유무인 체계 간 공동 작전을 통해 복잡한 전장 환경에서도 전장 상황인식 능력 향상 및 가시화를 통한 지휘관의 지휘통제 여건을 보장할 수 있다.
2) 유무인 체계에서 획득한 표적 정보와 무장을 실시간으로 연계한 적 위협분석 및 최적의 타격수단 추천으로 전투 효율성을 높일 수 있다.
3)그리고 위험지역 전투 시 유무인 체계의 적절한 배치를 통한 작전 수행으로 전투원의 생존 가능성 향상 및 단일 체계 작전 이상의 시너지를 창출할 수 있다.

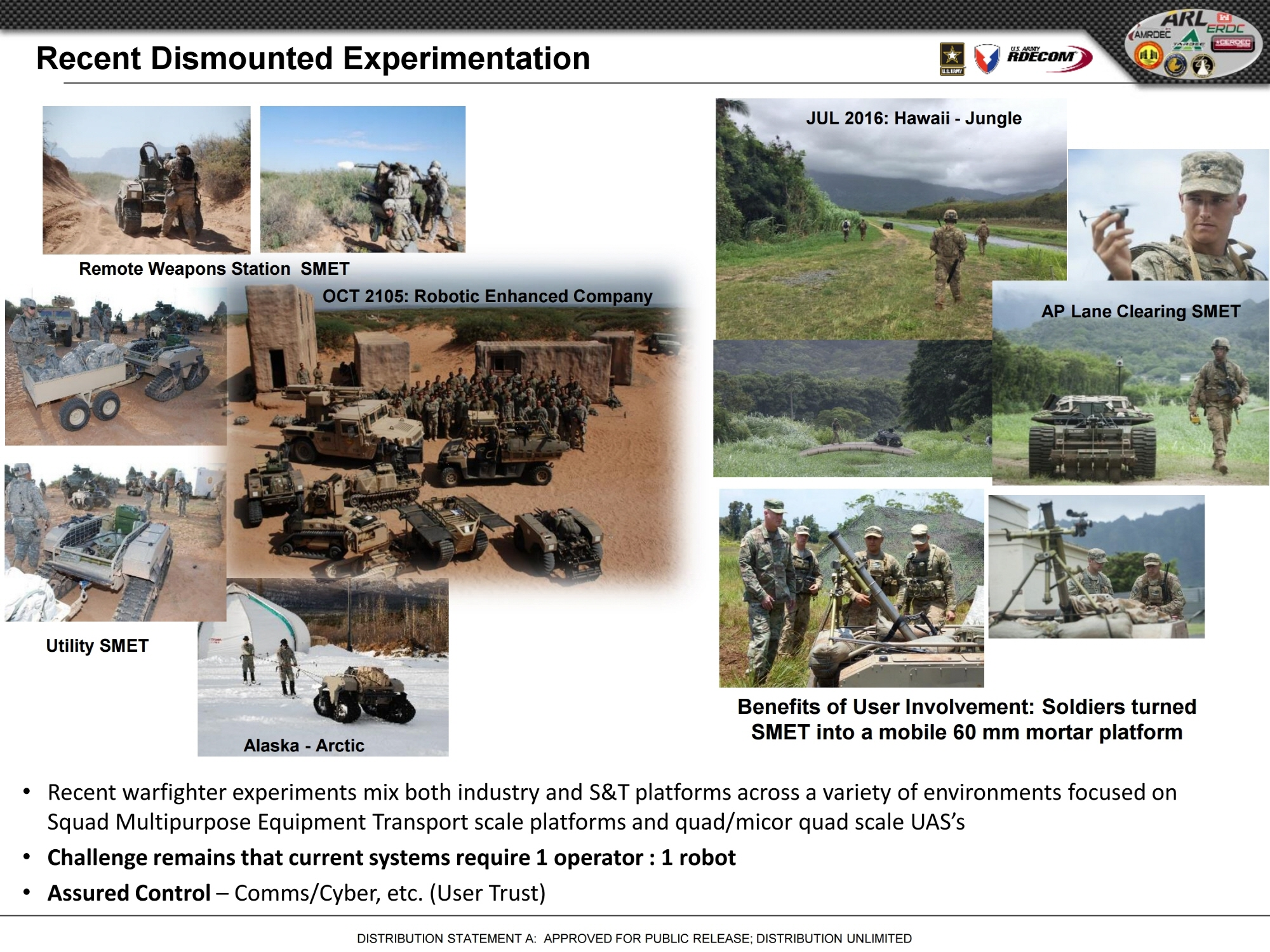
미 육군 MUM-T 관련 시험들

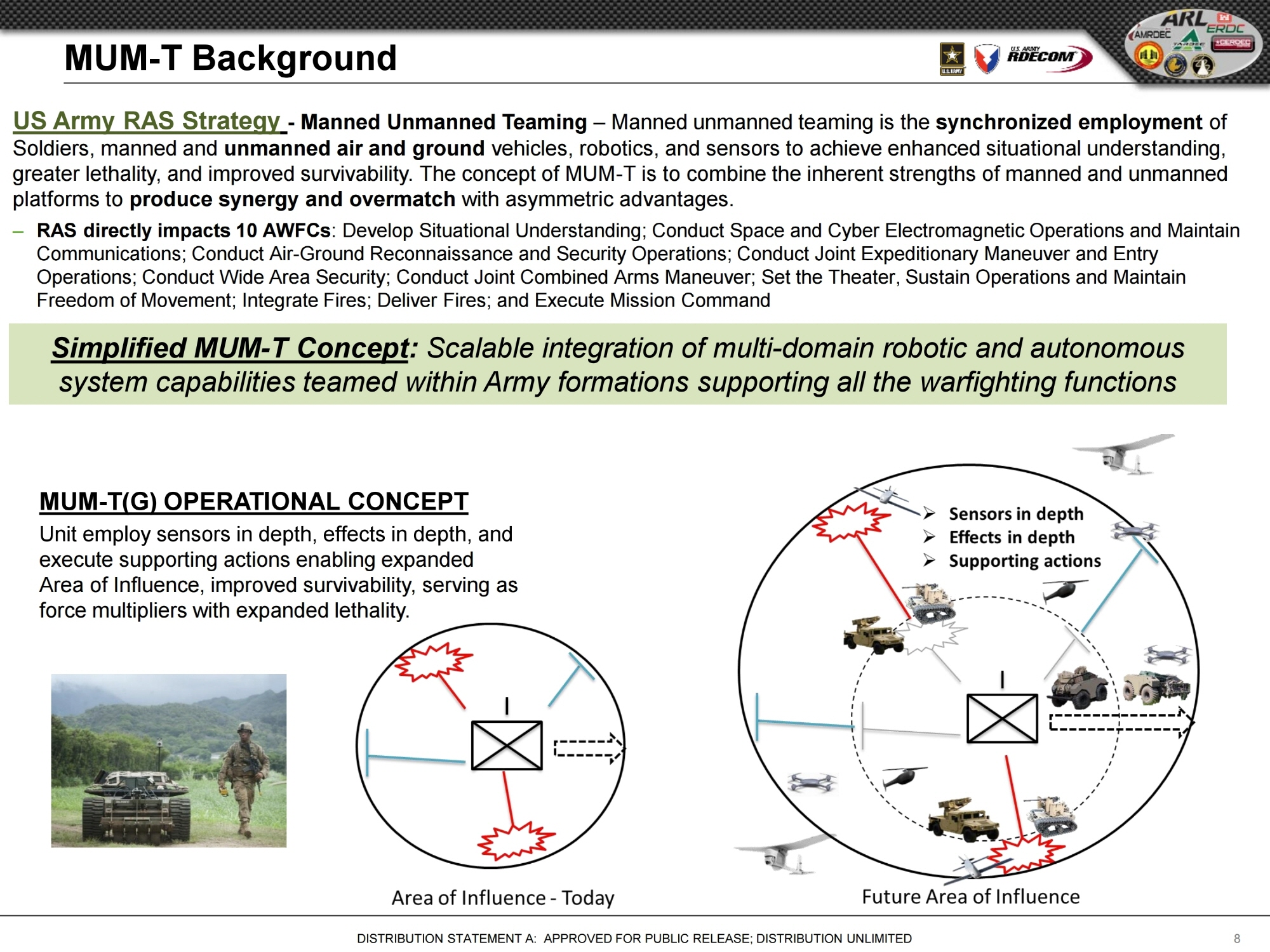
미 육군 MUM-T 전략 설명도

### 해외 사례

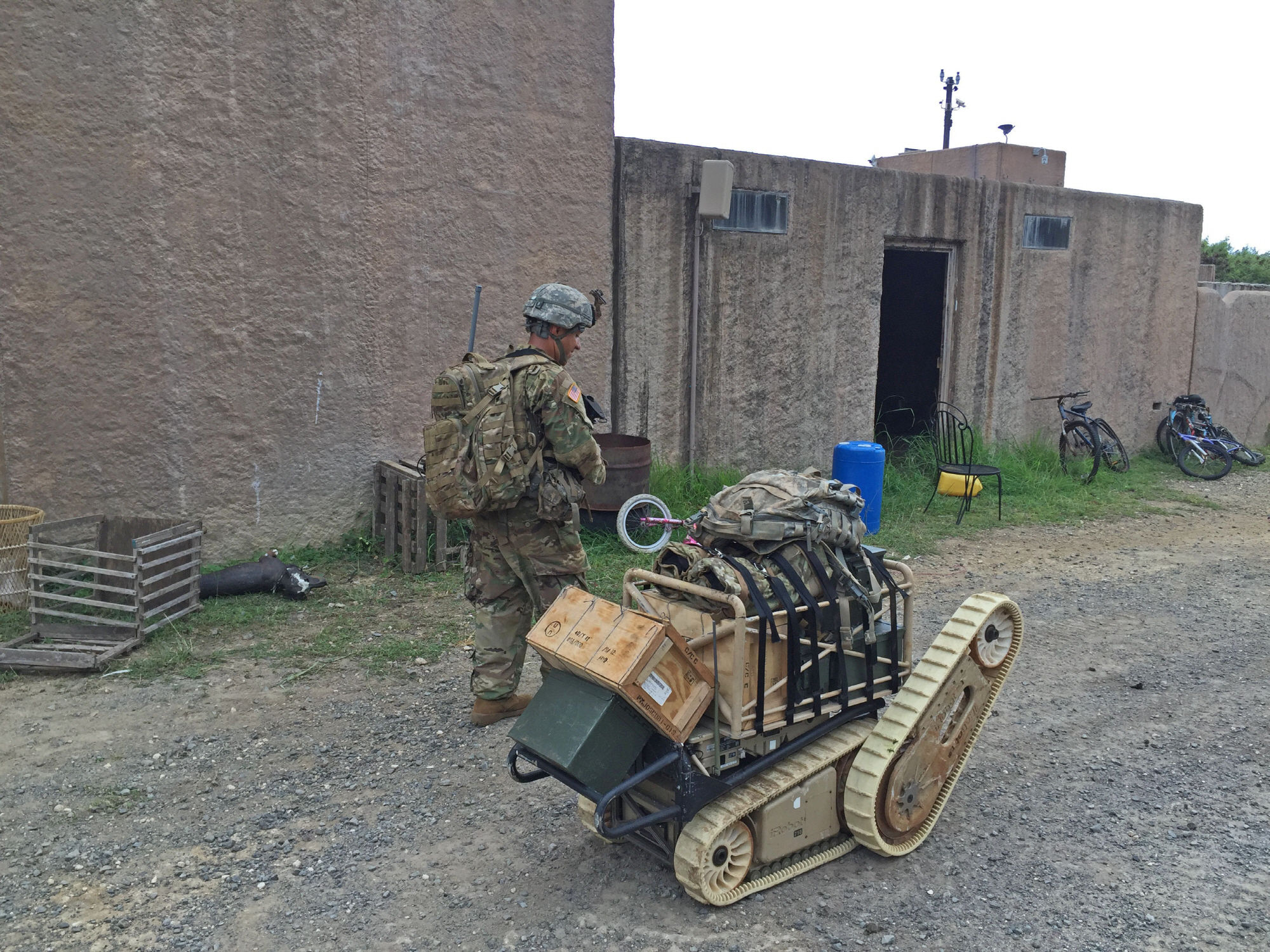
PACMAN-I

### • PACMAN-I
미 육군은 지상에서도 MUM-T를 추진하고 있다. 지상에서의 MUM-T를 MUM-T(Ground)로 부르고 있다. 미 육군은 2016년 7월 하와이에서 태평양 유인-무인 구상 PACMAN-I(Pacific Manned Unmanned-Initiative)라는 지상형 MUM-T를 시험했다.
PACMAN-I에서는 정글 환경에서 작전하는 중대급 부대를 위한 요소를 평가했다. 이 시험은 미 육군 전차, 자동차 연구, 개발 및 엔지니어링 센터TARDEC(Tank Automotive Research, Development and Engineering Center)가 주도했다. PACMAN-I에는 제25 보병사단 병사들이 Kobra 710 지상로봇(UGV)을 운용한다.

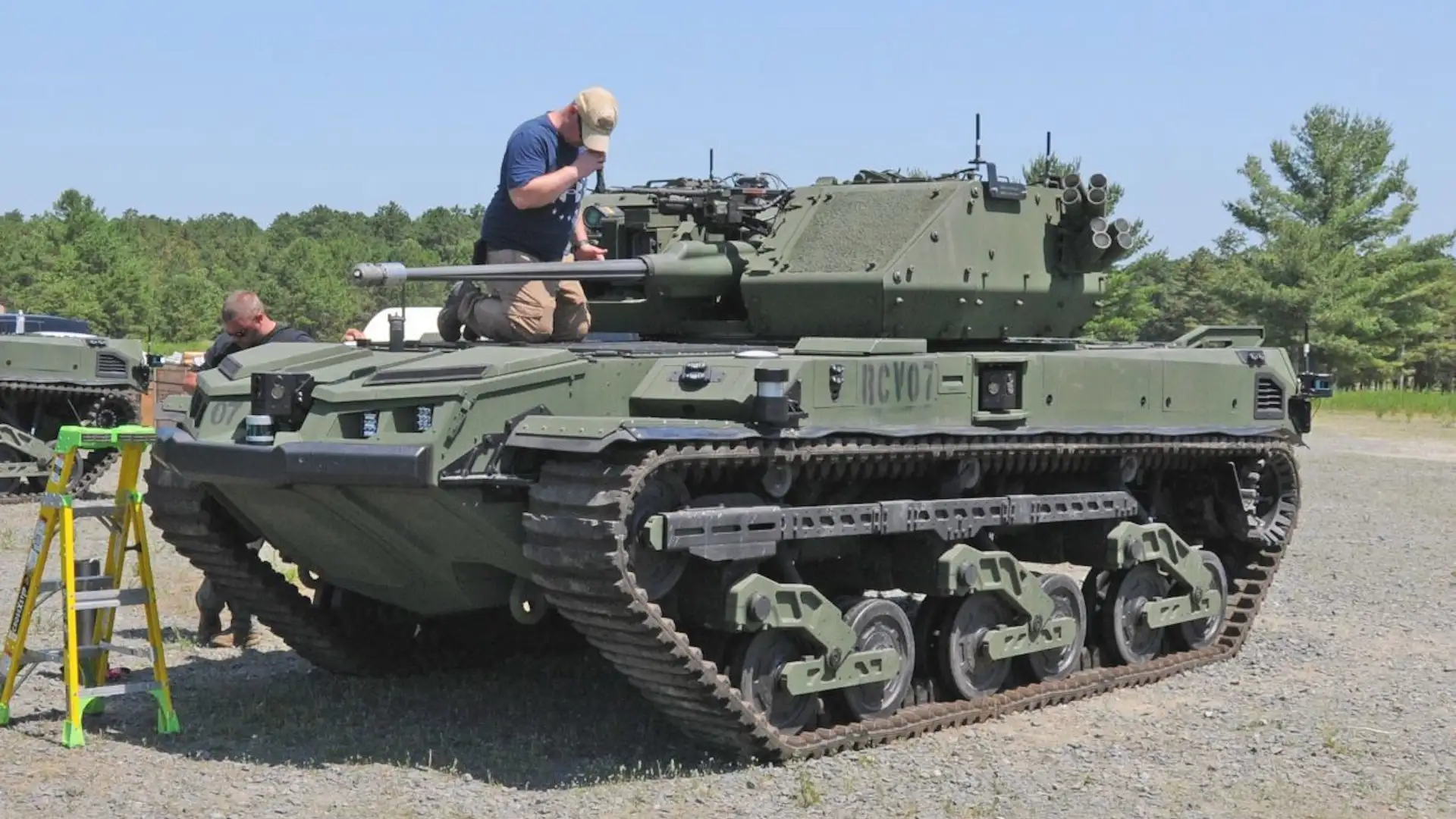
RIPSAW M5

PACMAN-I 당시 험한 정글 때문에 MUM-T(Ground)의 활용도는 낮았지만, 병사들은 무인항공기를 사용하여 적에 대한 정보를 획득한다. 이를 이용하여 공병 소대가 경로 정찰, 소형 장애물 돌파, NBC(Nuclear, Biological, Chemical) 무기 탐지 등을 수행한다.

### • RCV-M
미국은 차세대 전차 프로그램인 NGCV(Next-Generation Combat Vehicle)을 추진하고 있는데, 이 프로그램은 목표 전차 크기에 따라 대형, 중형, 소형으로 구분해서 진행 중이다. 이 중 중형에 해당하는 RCV-M(Ripsaw Robotics Package)가 많은 관심을 받고 있다. RCV-M은 저나 탑재용인 무인 지상 로봇(UGV)와 전차 후미에는 비행하는 쿼드콥터드론 "스카이라이더"로 구성되어 지상 MUM-T 체계의 운영개념을 잘 보여준다.

SCORPION

### • SCORPION
프랑스에서는 스콜피온(Scorpion)이라는 육군 현대화 사업 프로그램을 진행하고 있다. 감시정찰 시스템 및 각종 센서로부터 수집한 데이터를 무인 항공기, 지상 차량 및 개인 병사까지 공유하는 전장 네트워크를 구성하여 상황인식 및 타격 능력을 향상을 목표로 하고 있다.

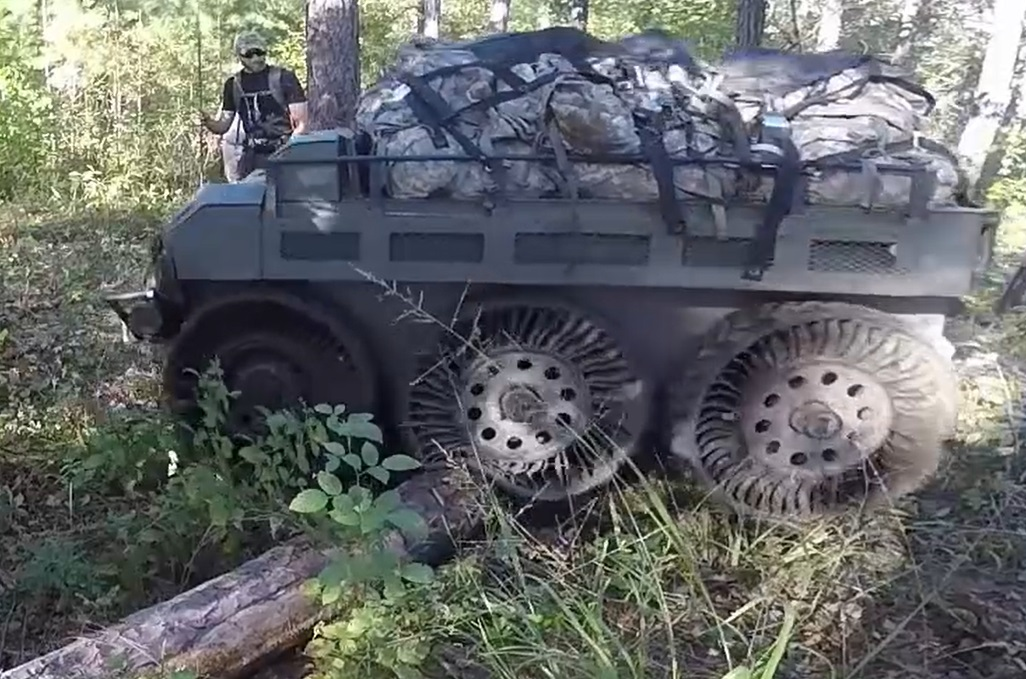
SMET

### • SMET
SMET(Squad Multipurpose Equipment Transport)은 미 육군에 도입될 첫 번째 지상 MUM-T 시스템으로써, 분대를 따라다니면서 군장과 탄약 등의 물자를 운반하는 시스템이다. 미 육군은 2017년부터 SMET 도입을 위해 10가지 무인 시스템을 평가했고, 12월에 제너럴 다이나믹스 랜드 시스템즈(General Dynamics Land Systems), 폴라리스(Polaris)와 ARA(Applied Research Associates) Inc팀, 하우 앤 하우(Howe and Howe) 그리고 HDT의 4개사 제안을 2차 사업자로 선정하였다. 미 육군은 2018 회계연도 2분기에 2개 보병여단전투팀(IBCT)에 4개 업체의 SMET 제안을 보내 1년간 평가할 예정이다. 최종 제품 선정은 2019 회계연도 2분기에 이루어질 것으로 보인다.

## = 2. 항공 MUM-T =

### 운용개념 및 특징
유•무인 전투기 복합전투체계의 주요 필요성은 유•무인기 간의 협업을 통해 전투 효율 제고 및 조종사 생존성 향상에 있다. 무인기는 적 지역에 사전에 진입하여 탐색, 정찰을 통해 위협정보를 획득하여 유인기와 지상의 작전통제소로 전달하는 역할을 함으로써 전장 상황에 대한 정확한 인식 및 대응을 가능하게 한다. 또한, 전투 임무 또는 자폭임무를 수행함으로써 적 위협으로부터 유인기 조종사의 생존성을 향상시킬 수 있다.

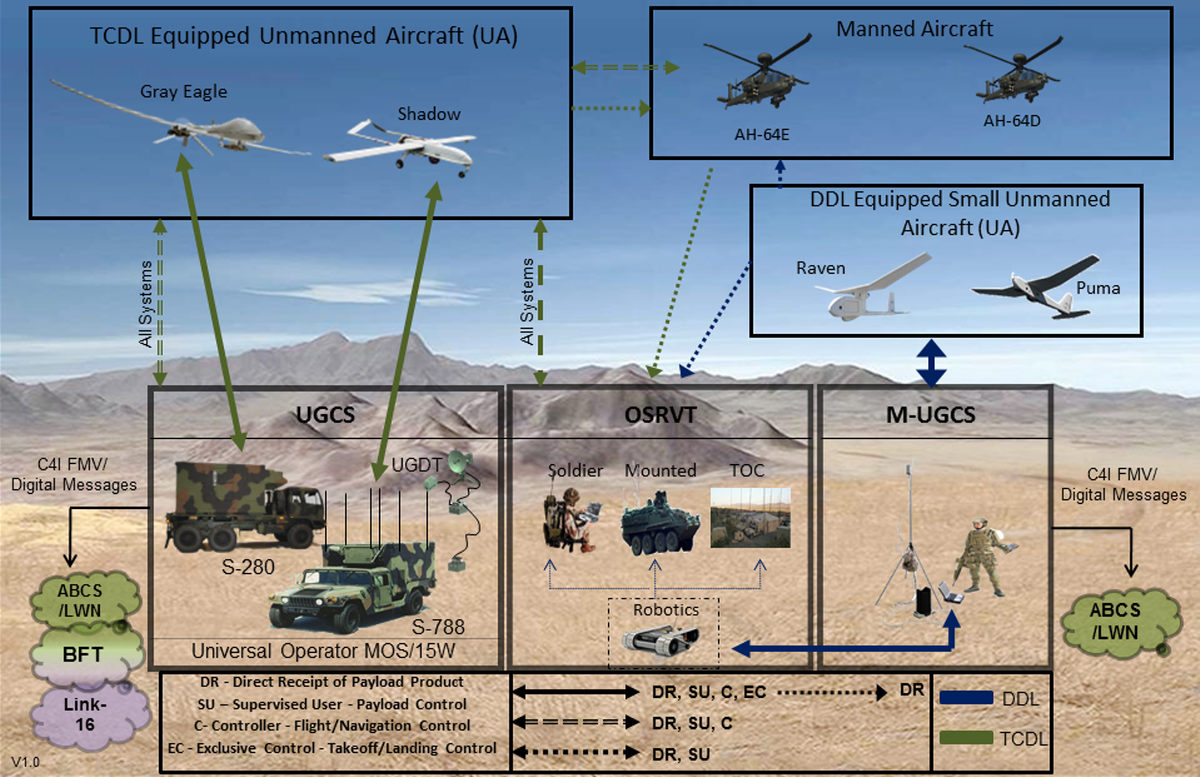
미 육군 항공대의 MUM-T 시스템 구성도

### 기술동향
무인 자율화 기술의 발전으로 무인기의 활용이 감시·정찰의 목적에서 직접적인 전투행위를 수행하는 전투용 무인기로 발전해왔으며 전 세계적으로도 4-5세대 전투기를 기반으로 한 유·무인전투기 복합체계의 개발이 진행되는 상황이다.

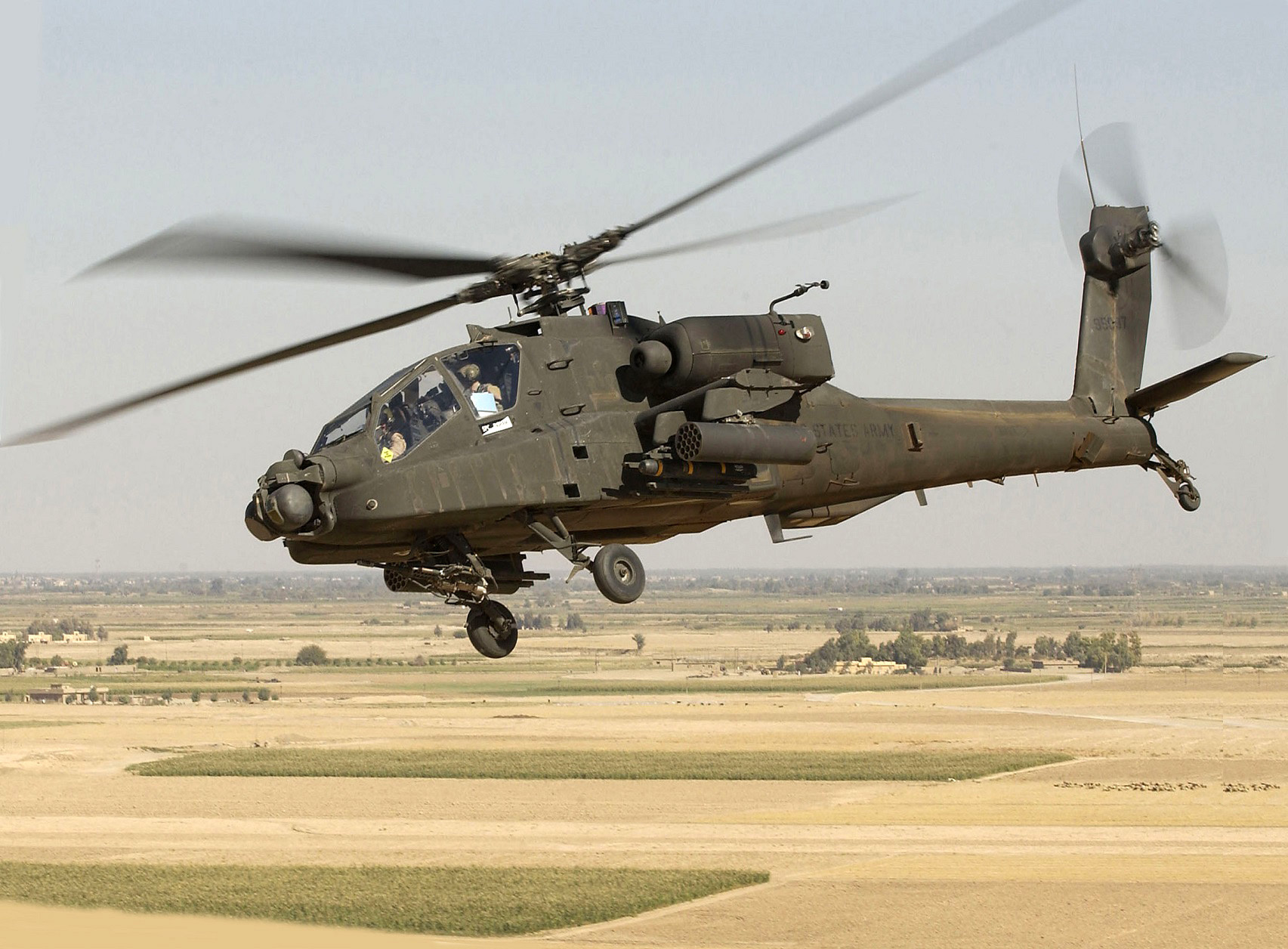
AH-64 아파치

### • AH-64 아파치
미 육군이 우선적으로 추진하고 있는 MUM-T의 유인 시스템은 AH-64 아파치 공격헬기다. 미 육군은 AH-64D와 AH-64E 공격헬기에 적용될 MUM-T 개발을 위해 미 육군 아파치 프로젝트 사무국(Apache Project Office), 항공 프로그램 실행 사무국(Program Executive Office Aviation), 록히드 마틴과 노드롭 그루만의 조인트 벤처인 롱보우 주식회사(Longbow Limited), 그리고 L3 커뮤니케이션과 보잉이 함께 만든 SES와 협력하고 있다.
AH-64D 공격헬기는 통합된 LOI 2 기능을 가진 다중대역의 상호운영이 가능한 데이터 링크를 통해 비 전술 공통 데이터링크TCDL(Tactical Common Data Link) 밴드 대역으로 외부의 다양한 플랫폼들에서 영상을 수신할 수 있다. 미 육군은 AH-64D에 통합된 LOI 레벨 2 MUM-T를 MUMT-2로 부르고 있다.
MUMT-2의 데이터 링크는 무인기 시스템(UAS) 또는 아파치의 M-TADS 표적 획득 시스템의 비디오 영상 또는 메타데이터를 다른 아파치 공격헬기에 재전송할 수 있다. 또한 원격 영상 터미널을 갖춘 지상군에게도 전송할 수 있다. 현재 미 육군 항공대의 주력 공격헬기인 AH-64E 아파치 가디언 공격헬기에 통합된 UAS 전술 공통 데이터링크 어셈블리(UTAUAS Tactical Common Data Link Assembly)는 도달거리 50km가 넘으며, LOI 레벨이 3과 4 수준에 이른다. AH-64E 공격헬기에 장착된 UTA는 TCDL를 장착한 UAS와 호환된다.
이 두 가지 MUM-T는 AH-64 공격헬기 조종사에게 상황 인식 향상과 네트워크 중심 상호 운용성을 제공하면서, 탐지에서 발사까지 이르는 센서 투 슈터Sensor-To-Shooter 시간을 크게 단축하고 있다. 이를 통해 적 화력에 대한 노출을 줄임으로써 아파치 공격헬기와 지상군의 생존성을 향상시킨다.
또한 주요 결정 포인트를 빨리 식별할 수 있다. 아파치 공격헬기에 MUM-T 기능을 추가하면서 원래 임무인 공격에 정찰이 추가되었다. 장거리 데이터링크를 통해 전술, 작전, 그리고 전략 사령부에 적시적으로 임무 명령과 정보를 전달하는 능력을 키울 것이다.
2013년 캘리포니아주 포트 어윈Fort Irwin의 국가 시험센터에서 실시된 AH-64E 공격헬기의 MUM-T 운용 시험에서 MQ-1C 그레이 이글 무인기는 100km 넘게 떨어진 공격헬기에 영상을 전송했다. 그 결과, 아파치 조종사는 그레이 이글이 보내온 스트리밍 영상을 사용하여 자신의 자리를 떠나지 않고도 포병의 협조를 받아 식별된 표적을 파괴할 수 있었다.

### • Black Hawk

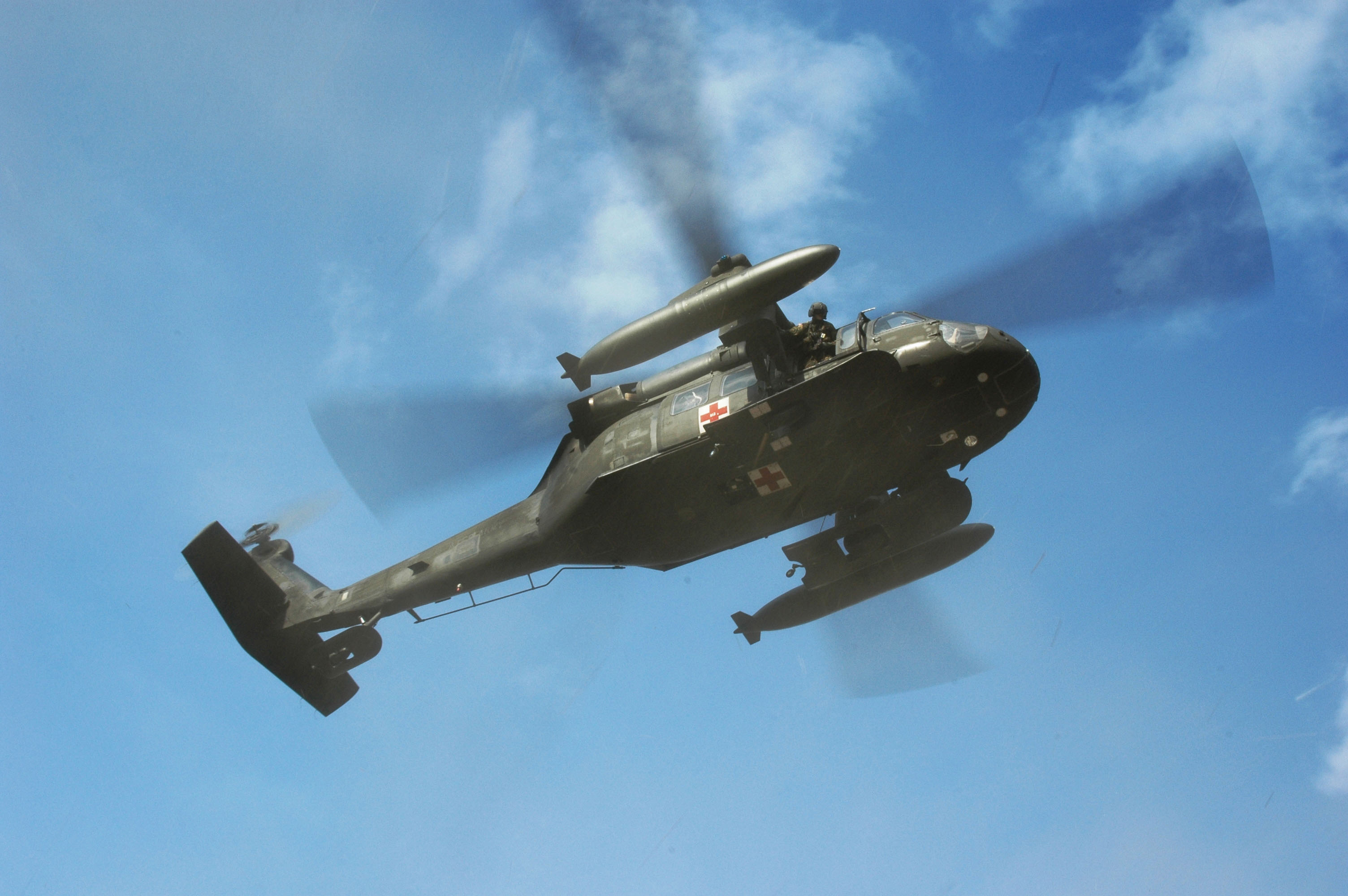
Black Hawk

미 육군의 OPBH(Optionally Piloted BLACK HAWK)는 우선 UH-60A 블랙호크 헬리콥터의 무인 버전을 개발하여 중요한 보급 임무를 수행할 수 있도록 만드는 MURAL(Manned/Unmanned Resupply Aerial Lifter) 프로젝트로 진행되고 있다. MURAL 프로젝트와 OPBH 프로젝트 모두 시콜스키가 OPV 개발을 위해 제작한 자율 기능 탑재 소프트웨어와 하드웨어 플랫폼인 Matrix를 사용한다.
AH-64 공격헬기와 함께하는 MUM-T는 살상력 증대에 초점을 맞추고 있지만, MURAL/OPBH 프로젝트는 병사의 위험 부담 및 인지 부하를 줄이는 데 초점을 맞추고 있다. 미 육군은 2030년대 중반부터 도입될 미래 회전익기 사업인 FVL(Future Vertical Lift) 사업도 MUM-T를 적용시킬 예정이다.
유럽에서도 항공분야 MUM-T 개발 움직임이 있다. 에어버스 헬리콥터와 쉬벨(Schiebel)은 H145 헬기와 캠콥터Camcopter S-100 무인 헬기를 사용하여 유럽 업체로는 처음으로 유인 헬기에서 무인 헬기의 이착륙을 포함한 모든 제어를 수행하는 LOI 레벨 5를 시연했다.

## = 3. 해상 MUM-T =

### 1.대함전 수행 간 유·무인 전투체계 협업
해상무인전투체계(USV) 및 항공무인전투체계(UAS)를 이용할 경우 모함의 감시·정찰 범위를 넓힐 수 있다. 특히 USV를 이용할 경우 한반도 근해에 발달된 다수 도서로 인한 감시 사각지역 해소가 가능하며, 적 잠수함 위협과 관련해서도 모함과 떨어진 외곽 수중에서부터 적 수중세력의 접근을 조기에 경고함으로서 모함의 생존성을 향상시킬 수 있다. 또한 해상무인전투체계(USV)에는 무장을 장착하여 모선 감시 사각지역에서 활동하는 적 중·소형 함정에 대한 제한된 공격도 가능할 것이다.

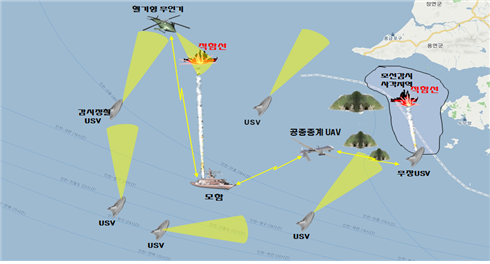
무인전투체계를 이용한 대함전 개념도

### 2.대잠전 수행 간 유·무인 전투체계 협업
먼저 적 잠수함의 예상항로에 다수의 수중무인전투체계(UUV)를 운용하여 수중에서 적 잠수함을 탐지하는 것이다. 수중에서 운용이 가능한 무인전투체계(UUV)는 유인 잠수함보다 소형, 저가로 제작이 가능하기 때문에 다수 UUV를 운용하는데 큰 문제가 없을 것이며, 무인전투체계는 에너지가 가능한 범위에서 지속적으로 장시간 운용이 가능하다는 장점이 있다. 수상에서는 다수의 소나를 장착한 해상무인전투체계(USV)를 운용하여 모함에서 운용하는 제한된 범위의 수중 감시능력의 제한사항을 극복하고, 수중 감시능력을 광정면으로 확장시킬 수 있다.

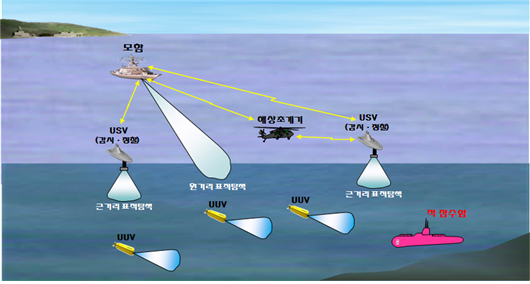
무인전투체계를 이용한 대잠전 개념도

### 3.항만방호 작전 간 유·무인 전투체계 협업
먼저 적이 항로상에 설치한 기뢰로부터 아군의 함정을 보호하기 위해 소해용 USV를 이용하여 주기적으로 항로상의 기뢰를 탐지하고, 제거하는 작전을 수행한다. 이때 무인전투체계를 이용하면, 제한된 숫자의 유인 소해정을 운용할 경우에 비해 지속적으로 장시간 작전이 가능하며, 위험임무 수행 간 발생 가능한 인명 손실을 줄일 수 있다. 또한 감시정찰용 USV는 항만 외곽에 배치하여 항만 주변의 의아선박을 식별하고, 수상 및 수중 감시활동을 지원하며, R/D 음영구역에 대한 순찰 및 감시능력을 향상시킬 수 있다. 평시에는 주요 항만 주변에서 불법으로 조업하는 선박을 통제하는 경우에도 활용이 가능하다. 이외에도 지상으로 항만 시설에 접근하는 적 침투세력에 대해서는 항공무인체계를 이용하여 항만 주변을 지속적으로 공중에서 감시·정찰하면서 항만방호를 지원하는 지상군부대와 협조하여 이를 조기에 격멸이 가능하다.

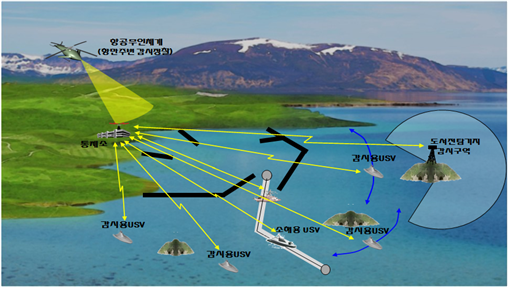
무인전투체계를 이용한 항만 방호작전 개념도

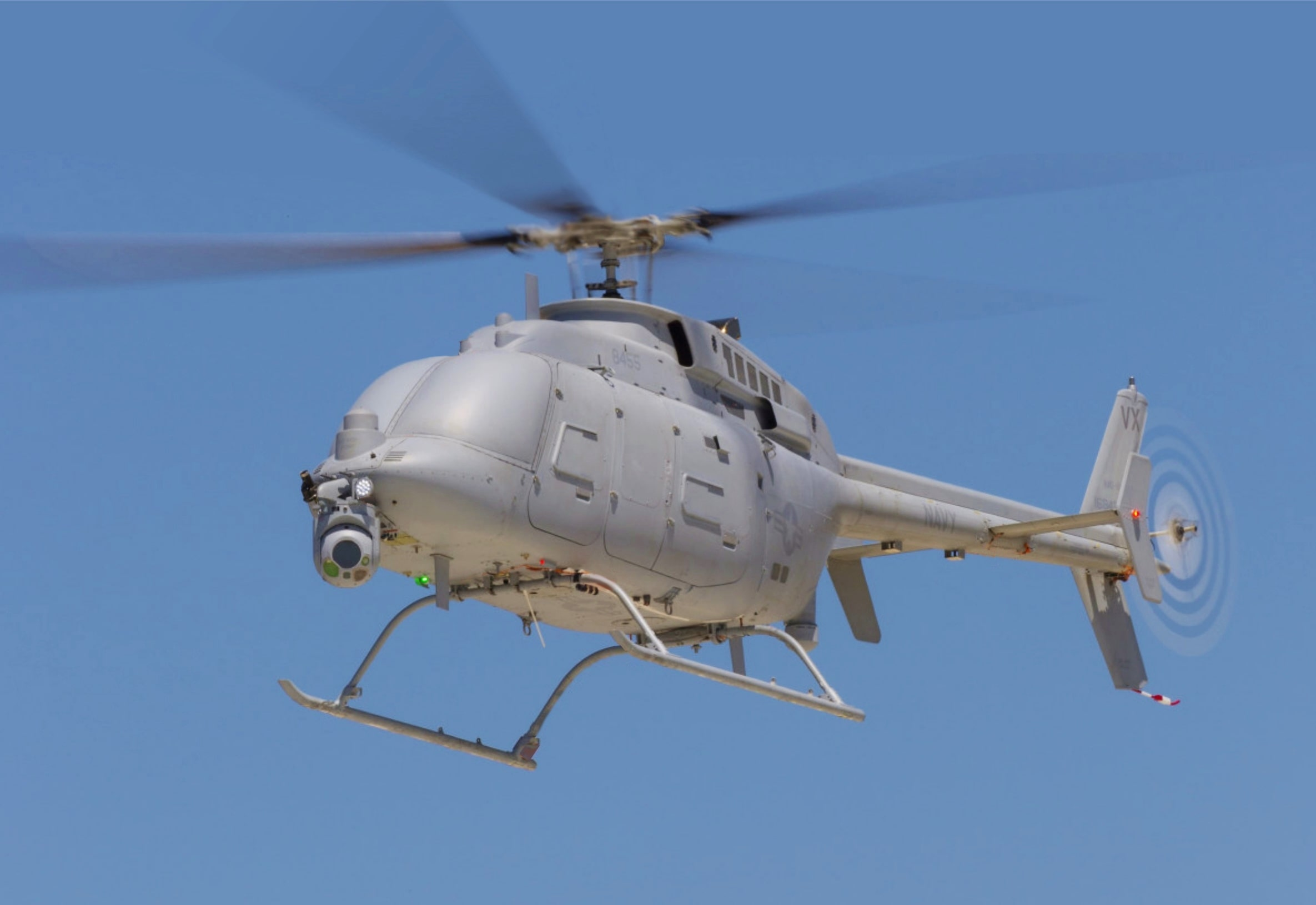
MQ-8C Fire Scout

### • MG-8C Fire Scout
미국은 ‘18. 8월 말 미 해군 고등기술연습(ANTX : Us Navy’s Advanced Naval Technology Exercise) 해군 기뢰전에서 MQ-8C Fire Scout 무인헬기와 소형 무인수상정 / 무인잠수정 간의 협업에 대한 시험을 통해 인간과 기계가 협업 시 임무수행 능률이 향상되고, 해양에서 UAV가 위험한 기뢰 소해 임무에 투입될 때 일정 역할을 수행할 수 있어 작전 인력 감소에도 효과적일 것이라는 것을 확인하였다. 또한 MQ-8C Fire Scout 무인헬기를 이용한 음향부표(Sonobuoy) 및 초소형 합성개구 소나(μSAS) 운용 시연을 실시했으며, 이를 통해 확인된 무인기의 자동화된 대잠전 임무 수행은 미 해군 작전수준을 최고로 지속 유지하는데 기여할 것으로 판단된다.

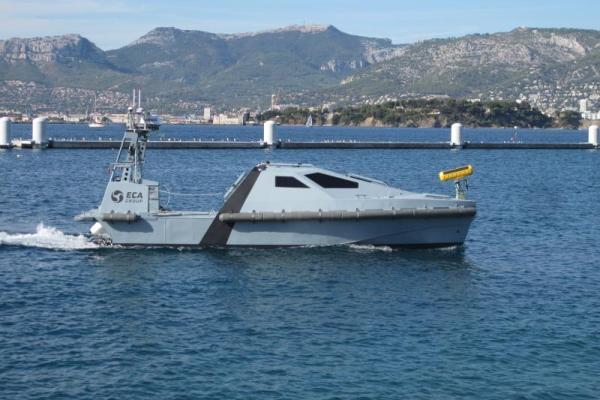
Inspector MK-2 USV

### • Inspector MK-2 USV
러시아 해군은 신형 알렉산드리트(Alexandrit)급 소해함에 해양무인전투체계(Inspector MK 2 USV)를 도입하여 무인 대기뢰전(MCM : Mine CounterMeasures) 능력을 향상시키려고 하고 있다. 또한 신형 소해함은 Alister 9형 무인자율 잠수정 2대와 K-Star I형 및 C형 기뢰제거처리용 원격무인잠수정(ROV) 2대를 탑재하고 있다.

### • 중국 AUV
중국은 미 해군의 초대형 무인잠수정(XLUUV) 개발 사업에 대응하기 위하여 대형 자율무인잠수정(AUV) 개발을 위한 사업을 시작했다고 사우스차이나모닝포스트에서 보도되었는데, 개발 중인 AUV는 인공지능을 활용할 것으로 예상되며, 감시 및 기뢰부설 임무를 수행하고, 어뢰 또는 미사일을 탑재 예정인 것으로 알려지고 있다.

### • Wattoz
터키에서는 모든 종류의 함정을 폭발시킬 수 있는 ‘이동식 원격조종기뢰’인 수중 드론을 개발하였다. ‘와토즈(Wattoz)’라고 불리는 이 수중 드론은 가오리를 닮은 형태이며, 수중에서 순항하다 전자석을 이용하여 선체 아래 부분에 달라붙은 후 원격 기지국의 조종에 의해 장착된 폭약을 폭발시켜 적 함정을 파괴한다.

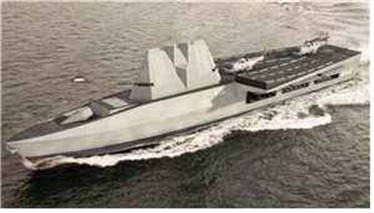
UXV 무인전투함 개념도

### • UXV
영국은 전통적인 해양 강국답게 다양한 목적의 해양무인전투체계를 연구하고 있지만, 특히, 'BVT'사는 대량의 소형 무인체계를 전개해 장기간 운용하고, 회수하는 모함 개념의 무인전투함(UXV) 설계를 공개했는데, UXV는 미래 무인지상·해상·항공체계가 임무수행 이전과 도중 그리고 완료 후에 사용하는 영구기지 및 통제센터로서의 역할을 수행할 것으로 예상되며, UXV에서는 무인잠수정(UUV)를 진수할 수도 있으며, 다수의 병력 및 장비도 승합 및 탑재 가능할 것으로 예상된다.

## 활용 분야
국방 분야에서 MUM-T(Manned-Unmanned Teaming)의 활용은 매우 다양하며, 이를 통해 여러 전략적 이점을 얻을 수 있다.

### 1.정찰 및 감시
무인 항공기를 사용하여 적의 위치, 움직임, 기반 시설을 감시하고 이 정보를 유인 항공기와 공유한다. 이를 통해 실시간으로 전장 상황을 파악하고, 유인 항공기는 더 안전한 거리에서 작전을 지휘할 수 있다.

### 2.공중 지원 및 타격 임무
MUM-T를 통해 무인 항공기가 정밀 타격 임무를 수행하면서 유인 항공기는 상공에서 지휘 및 지원 역할을 한다. 이는 적에게 노출되는 위험을 줄이고, 보다 정밀하고 효과적인 타격을 가능하게 한다.

### 3.통신 중계 및 데이터 공유
무인 항공기를 사용하여 적의 전자기기를 교란하거나 사이버 공격을 수행하면서, 유인 항공기는 이러한 활동을 지원하고 조정한다.

### 4.전자전 및 사이버전
무인 항공기를 사용하여 적의 전자기기를 교란하거나 사이버 공격을 수행하면서, 유인 항공기는 이러한 활동을 지원하고 조정한다.

### 5.위험한 환경 탐사 및 정리
화학적, 생물학적, 방사능 위험이 있는 지역에서 무인 항공기를 활용하여 탐사하고, 필요한 경우 정리 작업을 수행한다. 유인 항공기는 안전한 거리에서 이러한 임무를 관리한다.

### 6.후방 지원 및 물류
무인 항공기를 활용하여 전선에 필요한 물자나 장비를 신속하게 전달하고, 유인 항공기는 이러한 물류 지원임무를 조정한다. MUM-T는 기존의 군사 작전에 비해 더 높은 유연성, 효율성 및 안전성을 제공한다. 이러한 기술의 발전은 향후 국방 전략에 중대한 변화를 가져올 것으로 예상된다.

## 국내 사례

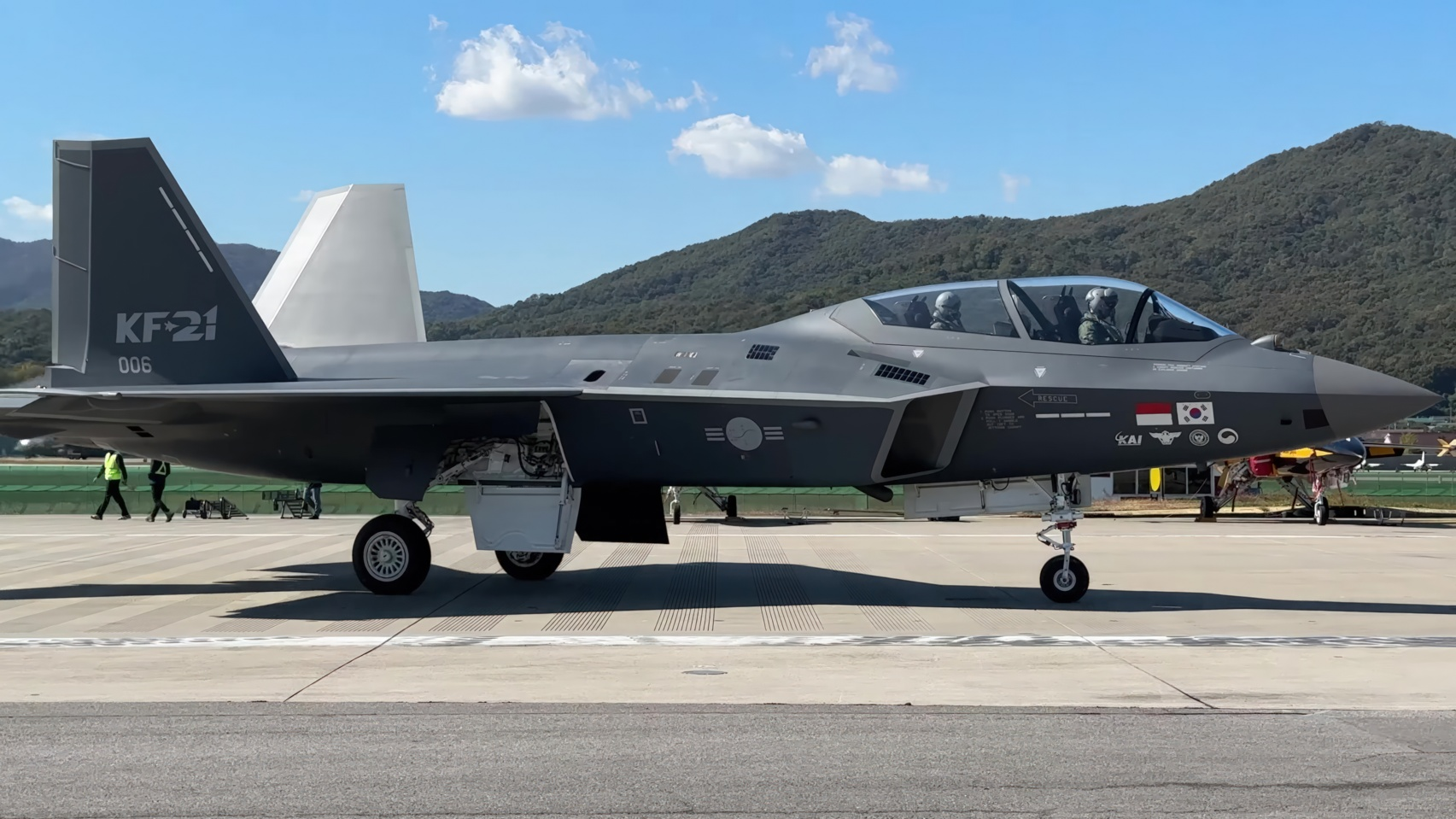
KF-21 보라매

### KF-21 보라매+스텔스 무인전투기 가오리-X
KF-21 보라매의 개발 계획을 보면 'Block III' 에서 무인기 운용을 염두에 두고 있다. 이를 위해서 KUS-X 계획이 진행되고 있으며, 이 두가지가 모두 개발이 완료되면 팀으로 운용될 것으로 예상된다.
인공지능을 활용한 무인전투기는 스스로 적 방공망을 뚫고 들어가 정보를 수집하거나 외곽에서 적 레이더 기지를 타격하고 공중전까지도 수행할 수 있는 첨단 무기체계이다. 아직 스스로 공중전을 벌일 수 있는 수준까지는 개발되지 않았지만, 공격 목표를 입력하면 적 방공망 정도는 충분히 무력화 시킬 수 있는 수준이다.

KF-21과 가오리-X

국방과학연구소 ADD는 실물보다 작은 크기의 시범기인 가오리X 무인기를 만들어 2015년 첫 비행에 성공했고, 2017년부터 2차 기술 시범기 사업을 진행, 마무리된 것으로 확인된다.
스텔스 무인기 가오리 X는 레이더 반사면적을 줄여 최적의 스텔스 기능을 갖기 위해 꼬리 날개를 없앴는데, 꼬리 날개를 없으면 안정적인 비행이 어렵고 전투기의 특성인 고기동성도 보장할 수 없다. 하지만, 이런 기술적 난제를 해결하고 노하우를 축적했으며 스텔스 무인전투기 개발에 필요한 핵심 기술을 확보한 것으로 파악된다.
국방과학연구소는 1999년부터 스텔스 형상 설계 기술, 전파 흡수 재료기술 개발을 시작으로 전파 흡수 복합재구조 기술, 적외선 흡수 재료기술, 주파수 선택적 전파 투과 복합재 기술 등 스텔스 관련 핵심 기술을 개발하고 있으며 군은 2030년 초 개발 완료를 목표로 하고 있다.

### KAI의 LAH+무인기

LAH 공격헬기

한국 육군과 한국항공우주산업(KAI)은 LAH 차기 정찰 및 경무장헬기와 군단급 무인정찰기인 UAV2와 자폭형 무인기를 연동하여 화력 협조지원선 너머의 적 기동부대와 이들의 화기와 집결지 등에 대해 정찰하는 것부터 공격하는 것까지를 목표로 하여 3단계에 걸쳐서 LAH와 AH-64E에 MUM-T 인터페이스를 통합하였다
기존에 무장정찰헬기로도 쓰이던 500MD헬기를 대체하기 위해 한국군과 방산업체들은 LAH헬기를 개발하여 배치를 하고자 하는 가운데, 과거와 같은 방식만으로는 도저히 항공기의 생존성을 보장할 수 없음을 인지하고 네트워크전의 능력을 강화하고 있는 노력의 일원으로 MUM-T 개발사업을 진행중이다.

### 임무

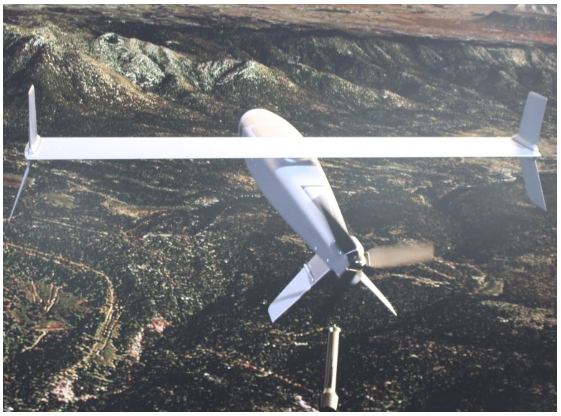
소형자폭형 UAV

| 구조 임무 | 조난을 당하거나 적지에서 부상당한 아군이 고립된 상황이 발생하면, 후방에서 대기 중인 LHA / 수리온 MUM-T가 소형 드론을 발사해 부상병을 추적 후 LAH에 탑승한 무인기 통제사에게 정보를 전달하면 의무후송 수리온이 부상병을 구조하는 방식이다. |
| 정밀 타격 | 무인기 통제사의 1차 식별을 거친 정보들은 지상통제 센터에 전달되어 타격 여부가 결정되고 폭격기, 공격헬기, 기갑여단 등 후방에서 대기 중인 아군의 직접 타격 부대에 실시간으로 표적의 위치를 전달해 줌으로써 지상 부대의 적진 침투 없이 적군을 원거리 정밀 타격할 수 있다. 멈티는 정확한 좌표에 정밀 타격을 할 수 있어 아군의 공격력을 높이고 조종사의 생존성을 높이는 효과도 있다. |
| 자폭      | 무인기를 직접 조종하는 무인기 통제사의 제어에 의해 무인기에 내장되어 있는 탄두를 이용하여 자폭을 통한 직접 타격을 수행할 수도 있다. |
| 군집 드론 | 유무인 복합 체계를 통해 폭넓은 전술의 다양화를 꽤 할 수 있다. 광범위하게 펼쳐진 미식별 구역이나 탐색 인력 투입이 쉽지 않은 지역에서 통제사는 통제 장치의 여러 기능을 이용하여 다수의 소형 드론을 작전 반경에 산개 또는 군집 비행하도록 하여 수색 임무를 수행할 수 있다. |

### • LAH
소형 무인기의 운용 플랫폼으로 JTDLS와 탑재데이터링크장비와 배회형 자폭형 드론 운용통제 체계가 장착된다.

### • 소형자폭형 UAV
육군에 따르면 Green Dragon을 닮은 형상을 하였다고 하나, KAI의 영상에서는 미니하피를 닮은 무인기가 공개되었다. 캐니스터에서 발사되면 소형로켓모터를 가동하여 항공기에서 이탈함과 동시에, 주익을 전개하고 이후 소형 프로팰러를 가동시켜 비행한다.

### • UAV2

UAV2

KAI에서 개발 중인 군단급 무인기이다. 고해상도 MWIR영상을 생성하고, X-Band의 SAR레이더를 이용한 고새상도 정찰 영상을 획득한다. 해당영상은 LAH와 센서동조가 되며, 지상 C2노드와도 연동된다.
| 1단계 | UAV2는 위성 정찰 결과를 바탕으로 지상의 C2노드의 지휘하에, 적 정찰과 사격제원을 확보한다. 해당 정보를 바탕으로 LAH나 UAV2는 C2노드의 명령에 따라 공격을 수행한다.         |
| 2단계 | LAH MUM-T는 탑재된 4개의 소형 UAV를 사용하여 직접 필요에 따라 정찰과, 공격작전을 수행하며, BDA산출, 적 방공망 반응유도, 적 시설물 자폭 공격 등을 수행할 수 있는 수준이다. |
| 3단계 | 고속 수직이착륙복합무인기가 통합되고, 공대지 무기 유도 임무도 사용할 것이다.                                                                                              |

## 유의점

### 1.기술적 호환성 및 통합
- 유인 및 무인 시스템 간의 통신과 데이터 공유 기술이 원활히 작동해야 한다. 기술적 호환성이 부족하면 작전 효율성이 오히려 저하될 수 있다.
- 시스템 간의 통합을 위해 표준화된 프로토콜과 인터페이스가 필요하다.

### 2.보안 및 사이버 위협 대응
- MUM-T 시스템은 사이버 공격에 취약할 수 있으므로, 강력한 사이버 보안 조치를 취하는 것이 중요하다.

### 3.조종사 및 운영자 훈련
- 유인 및 무인 시스템을 운영하는 인력은 해당 시스템의 복잡성과 특성을 완전히 이해하고 숙련되어야 한다.
- 정기적인 훈련과 시뮬레이션을 통한 운영 능력 강화가 필요하다.

### 4.윤리적 및 법적 고려사항
- 무인 시스템의 사용은 윤리적 문제를 일으킬 수 있으므로, 국제법과 전쟁법을 준수해야 한다.
- 무인 시스템에 의한 피해나 오류에 대한 책임 소재를 명확히 해야 한다.

### 5.환경 및 전장 조건 적응성
- 다양한 전장 환경에서 MUM-T 시스템이 효과적으로 작동할 수 있도록 설계되어야 한다.
- 지형, 기상 조건, 전자전 환경 등 다양한 요인을 고려해야 한다.

### 6.지속 가능성 및 유지 보수
- 시스템의 지속 가능성과 장기간 운영을 위한 유지 보수 계획이 필요하다.
- 예비 부품, 수리, 업그레이드 등에 대한 계획을 세워햐 한다.

## 같이 보기
- UAV
- 전투기
- 잠수함
- AH-64
- UH-60 Black Hawk
- KF-21

## 참고문헌
- "4차 산업혁명과 미래 무기체계", 최치원, 2022, 교육문화
- "새로운 전쟁 : 인공지능과 로봇은 전쟁을 어떻게 바꿀 것인가?", 폴 샤레, 2021, 로크미디어
- "전쟁영화와 미래전쟁 : 미래전쟁, 어떻게 다가올 것인가?", 문장권, 2021, 양서각
- "미래전쟁 : 첨단무기와 미래의 전장환경", 이진호, 2011, 북코리아
- 최현호.(2018).군사용 무인 로봇 트렌드(2) 유인-무인 협력(MUM-T).국방과 기술,(474),22-33.
- 곽태진, 김구환, 장필성.(2022).유 · 무인 복합전투체계(MUM-T) 전술적 운용방안.국방로봇학회 논문집,1(1),9-14.
- 고기성, 고진환, 김원기, 장영현, 김광수.(2022).해상작전기반 유·무인 복합체계(MUM-T) 운용방안 및 감항인증 연구.Journal of the KNST,5(2),107-114.
- 김병운.(2023).자율화 MUM-T 국방산업 전략.항공우주시스템공학회지,17(2),56-61.
- 편집부.(2021).KAI, 유무인 복합 미래형 무기체계 개발 착수 : 방사청과 ‘헬기-무인기 연동체계 사업’ 계약…사업비 40억 원 규모.국방과 기술,(513),22-23.
- 임상민.(2021).전투기 유무인 복합체계 개발동향 및 운용개념에 관한 연구.한국항공우주학회 학술발표회 초록집,(),952-953.
- 박선준, 오경원.(2023).유무인 복합체계에서 인간의 역할에 대한 연구.Journal of the KNST,6(1),34-38.